# てんとう虫の歌
『てんとう虫の歌』（てんとうむしのうた）は、川崎のぼるによる少年漫画作品。テレビアニメ化もされている。

## 概要
タイトルは主人公が7人きょうだいであることからナナホシテントウの甲羅の星（黒点）の数に因んだもの。
1973年から2年間、小学館の学年別学習雑誌にて連載。この漫画及びこのアニメを機に、1974年8月1日より小学館のコミックレーベル『てんとう虫コミックス』が刊行されるきっかけとなった。2005年現在、てんとう虫コミックスライブラリー版で入手可能である。

## 構成
両親を飛行機事故で失ってしまい、きょうだい7人で力を合わせて生活していく一週きょうだいの心温まる物語。アニメでは事故ではなく、過労による病気で既に両親が故人となった所から始まった。
きょうだいの名前は日、月、火、水、木、金、土と、曜日の名前をモチーフにしている。祖父の配慮で豪邸の敷地内に建てさせたバラックに住まわされ、自ら生計を立てることを要求され、この為、上の姉兄は小学生にも関わらずアルバイトで生活費を稼ぎ、下の弟妹の親代わりとなる。
なお、原作では火児と日曜子が単行本第1話（およそ月刊誌3か月分）で、福引で当てた北海道旅行を両親にプレゼントしたものの、第2話（1か月分と少し）で行きの飛行機が墜落。遺体は見つからず、死亡または行方不明と報道される。衝撃的な事件を描く前に、明るい家族模様(第1話などはスラプスティックなギャグの連打である)や、両親の完璧さを充分に描くことで悲劇性を強めるとともに、やがて自分たちだけで行動を起こすきょうだいの目標を明確に示した幕開けである。
アニメ版では、生前の両親の描写は抑えられ、回想シーンのみで登場している。

## 登場人物

### 一週（いっしゅう）家
日曜子（ひよこ）
声 - 松島みのり
次女 5歳。少しおませでやんちゃ。おねしょ癖がある。父親ゆずりの下駄がトレードマークで、喧嘩のときは武器としても使う。
漫画では兄が多いせいか喧嘩っ早く乱暴な口調だが、アニメでは少し丸くなって「～でしゅら」が口癖。
きょうだいにおけるギャグメーカーだが、ごくまれに問題提起となる様な事件を起こすこともある。
ペットの動物たちとは一番仲が良く、気心の知れた仲間となっている。
誕生日は2月2日で、劇中で誕生日を祝うシーンがある。一人称は「あたい」。
漫画中では平仮名で「ひよ子」と表記されている。アニメでは姉兄から「ひよ」と呼ばれている。
月美（つきみ）
声 - 岡本茉利
長女 小学6年生。若き日の休美の面影を持つ美少女で、気だてが良くしっかり者。優等生で運動神経も良くバレーボールが得意。
祖父・鉄之助の気持ちを見抜き、きょうだいの母親役として奮闘するが、自分一人で抱え込みがちで、最初の頃過労で倒れたこともある。
誕生日は5月4日。一人称は「あたし」。
火児（かじ）
声 - 安原義人
長男 小学5年生。勉強は苦手だがスポーツは万能。漫画では野球選手、アニメではボクサーを目指している。
手のつけられない暴れん坊だが、正義感と責任感が強く、きょうだいの父親役として頑張る。一人称は「おれ」。
水男（みずお）
声 - 山本嘉子→松尾佳子
次男 小学4年生。学校始まって以来の秀才で、きょうだいでただ一人の眼鏡のキャラクター。姉や兄と同様、外見は母親似。
性格も真面目で思いやりがあり、両親代わりの姉や兄をフォローする。
劇中で本作のタイトルである「てんとう虫の歌」の作詞作曲を行う。一人称は「ぼく」「おれ」。
木介（もくすけ）
声 - 山下啓介
三男 小学3年生。どちらかと言えば父親似。おとなしく優しい性格だが力は大人並み。
アニメでは将来の夢は僧侶で、念仏癖がある。一人称は「ぼく」「おれ」。
金太郎（きんたろう）
声 - つかせのりこ
四男 小学2年生。長男火児を小型にした腕白なガキ大将。自分だけ一週家の実の子ではないと思い込んだことがある。
物語中盤から、家事担当のシフト表を作るなど、きょうだいのことを考えた行動をとる様になる。
誕生日は3月3日。一人称は「おれ」。
土丸（つちまる）
声 - 丸山裕子
五男 小学1年生。間太を小型にした様な外見の持ち主。スキンヘッドであることを気にしている。
やや気が弱く金太郎の子分同然だが、早耳で情報をつかむのが得意。アニメでは少年探偵にあこがれて活躍する回もある。一人称は「ぼくちん」。
間太（かんた）
声 - 増岡弘
父親。動物園の飼育係。いかついが、愛嬌のある風貌の持ち主。今はスキンヘッドだが、若い頃は七三に近い髪型をしていた。
少々ズッコケた所もあるが、明るく真面目な性格で、まさに一週家の大黒柱。
休美（やすみ）
声 - 麻生美代子
きょうだいの母親。旧姓は岩倉。優しくしっかり者で、夫を支え、きょうだいにも分け隔てなく深い愛情を注ぐ。
動物園の切符切りをしていて、間太と知り合った。漫画では子供らに夫とのラブラブな写真を発見され、大騒ぎになっている。
若い頃は美人で評判だった。今はポッチャリ体型だが、顔立ちはやはり美しい。

### ペット
一週家と同居している動物たち。彼らの名前は、当時のカワサキプロのスタッフなど作者の身近な人物に由来する。
カラ兵衛（犬）
声 - 大平透 / 立壁和也
ソーロク（犬・ダックスフント）
声 - 大竹宏
カア子（アヒル）
声 - 松金よね子
ヨイチ（豚）
声 - 増岡弘
ベラスケ（黒猫）
ムースケ（トラ猫）
コソロク（ぶち猫）
ノビール（川崎のぼる似のぼうっとした表情の猫）
※なお、ムースケ・コソロク・ノビールはアニメ未登場。

### 明美とその家族
岩倉 明美（いわくら あけみ）
叔母。月美が生まれた年にアメリカ人と結婚し、アメリカ在住。休美と瓜二つの妹で、休美と同じく子だくさん。なお、アニメ版ではオーストラリア在住。
マリアンヌ
明美の次女。髪型以外は日曜子とそっくりで同い年。以下、7人は一週きょうだいのいとこに当たる。
マリー
明美の長女。金髪なのを除けば月美にそっくり。
ジミー
明美の長男。火児にそっくり。
ジョーンズ
明美の次男。水男に似ているが眼鏡はかけていない。
リッキー
明美の三男。木介に似ているが坊主頭ではない。
トミー
明美の四男。金太郎にそっくり。
ウィリー
明美の五男。土丸よりは母親似で髪の毛はあり、野球帽をかぶっている。
岩倉 鉄之助（いわくら てつのすけ）
声 - 大平透
祖父（休美・明美の父）。大富豪。
一週きょうだいを引き取るものの、駆け落ち同然に結婚した間太と休美の子であることを理由にきょうだいに辛くあたり、屋敷ではなく同じ敷地にあるバラックに住まわせる。
しかしきょうだいに冷たいのはあくまで表向きだけで、内心は逆境にめげず逞しく育って欲しいと願っている。安全だけは確保した中できょうだいが自ら生計を立てるように仕向け、陰からきょうだいを暖かく見守る。実業家として成功しており、かなりの資産家である。また、趣味は剣道だが、真面目に取り組んでいる割に腕の方はいまいちである。

### その他
園長
声 - 神山卓三
アニメのみ出演。下町動物園の園長。
熊さん
声 - 立壁和也
アニメのみ出演。下町動物園の飼育係で、間太の後輩。
栃成 金次郎
声 - 松金よね子
アニメのみ出演。風呂屋の息子で火児の同級生。陰険で一週きょうだいの天敵。いつも一週きょうだいに意地悪をするが、物語終盤あたりで仲良くなる。
伴先生
声 - 増岡弘
火児の担任。恰幅のいい包容力のある先生。父親役の火児を見守る。
うらら
声 - 栗葉子
火児の同級生の女の子。きょうだいと親しい。漫画では「花園小百合」の名。

## テレビアニメ
1974年10月6日 - 1976年9月26日にフジテレビ系にて放送。全104話。タツノコプロ制作。
平均視聴率は16.7%（タツノコプロが所有する資料による）。
『巨人の星』や『いなかっぺ大将』に続く川崎のぼるのアニメ化作品で、フジテレビ系でのタツノコプロ制作のアニメとしては『いなかっぺ大将』から2年越しとなる。
2003年9月には全話収録のDVDボックスが2巻に分けて発売され、単巻DVDも順次発売された。

### スタッフ
- 製作：吉田竜夫（※ノンクレジット）
- 原作：川崎のぼる
- 企画：鳥海尽三、小山高男（現・小山高生）、酒井あきよし
- 音楽：菊池俊輔
- 総監督：笹川ひろし
- 作画監督：林政行、川端宏、源田秀夫、杉野昭夫
- 美術監督：多田喜久子
- 背景：横瀬直人、他
- 仕上：永野知代枝、他
- 撮影：結束義博、他
- 編集：森田清次、他
- 進行：中野政則、他
- オーディオディレクター：斯波重治
- 効果：イシダサウンド
- 録音：オムニバスプロモーション
- 現像：読広スタジオ、東京現像所
- プロデューサー：永井昌嗣
- アシスタントプロデューサー、制作デスク：栃平吉和
- 制作担当：中野政則（竜の子プロ）、内間稔、大野実（読広）
- 制作協力：フジテレビ
- 制作：タツノコプロ

### 主題歌
オープニングテーマ
「ぼくらきょうだい てんとう虫」
原作詞 - 川崎のぼる / 作詞 - 若林一郎 / 作曲・編曲 - 菊池俊輔 / 歌 - 堀江美都子、こおろぎ'73、ヤング・フレッシュ
1975年に斎藤こず恵がLP『人気テレビ・マンガ主題歌』（日本フォノグラム / フィリップス、FX-8103）でカヴァーした。
エンディングテーマ
「ぼくらそろって一週間」（第1回 - 第82回）
作詞 - 若林一郎 / 作曲・編曲 - 菊池俊輔 / 歌 - こおろぎ'73、ヤング・フレッシュ
「ひよこでしゅら」（第83回 - 最終回）
作詞 - 若林一郎 / 作曲 - 菊池俊輔 / 編曲 - 青木望 / 歌 - 堀江美都子 / セリフ - 松島みのり
当初は「ぼくらそろって～」の映像を使用したが、後にオリジナル映像に変更した。
挿入歌
「ななほし てんとう ほしななつ」
作詞 - 若林一郎 / 作曲・編曲 - 菊池俊輔 / 歌 - 堀江美都子
「てんとう虫のマーチ」
作詞 - 若林一郎 / 作曲・編曲 - 菊池俊輔 / 歌 - 堀江美都子
主題歌を収録したEPレコードは日本コロムビアより発売された。
以前に放送された『いなかっぺ大将』と同様、当時の小学館プロダクションが著作権を有していた。
また日本コロムビアから発売されたCD『続・テレビまんが主題歌のあゆみ』には「ぼくらきょうだい てんとう虫」を収録、『続・テレビ懐かしのB面コレクション』には、「ななほし てんとう ほしななつ」が収録された。

### 各話リスト
| 話  | 放送日         | サブタイトル                   | 脚本                | 演出                |
| --- | -------------- | ------------------------------ | ------------------- | ------------------- |
| 1   | 1974年 10月6日 | きょうだいそろってドンといけ！ | 鳥海尽三            | 笹川ひろし          |
| 2   | 10月13日       | ぼくらきょうだいてんとう虫     | 酒井あきよし        | 布川ゆうじ          |
| 3   | 10月20日       | できたぞ！天下のチビッ子ホーム | 陶山智              | 上梨満雄            |
| 4   | 10月27日       | 授業参観だよ！火児父ちゃん     | 小山高男            | 原征太郎            |
| 5   | 11月3日        | アルバイトだよ！全員集合       | 鳥海尽三            | 布川ゆうじ          |
| 6   | 11月10日       | 指きりげんまんさようなら       | 酒井あきよし        | 上梨満雄            |
| 7   | 11月17日       | 日本晴れ！修学旅行             | 三宅直子            | 出﨑哲              |
| 8   | 11月24日       | たたされ大将火児にいちゃん     | 多村映美            | 布川ゆうじ          |
| 9   | 12月1日        | 勝利のノックダウン             | 鳥海尽三 永田俊夫   | 上梨満雄            |
| 10  | 12月8日        | 幸福のえんどう豆               | 陶山智              | 出崎哲              |
| 11  | 12月15日       | 大失敗！土丸たんてい           | 武末勝              | 布川ゆうじ          |
| 12  | 12月22日       | サンタがわが家にやってきた     | 落合茂一            | 笹川ひろし          |
| 13  | 12月29日       | 負けるな！でっかい夢くらべ     | 三宅直子            | 出崎哲              |
| 14  | 1975年 1月5日  | ひよママの子守唄               | 石井喜一 鳥海尽三   | 上梨満雄            |
| 15  | 1月12日        | ゲンコツばかりが男じゃない     | 多村映美            | 出崎哲              |
| 16  | 1月19日        | 走れ！てんとう虫きょうだい     | 酒井あきよし        | 布川郁司            |
| 17  | 1月26日        | ちっちゃなお手伝いさん         | 多村映美            | 寺田和男            |
| 18  | 2月2日         | 父ちゃんのゲタはひよのゲタ     | 武末勝              | 上梨満雄            |
| 19  | 2月9日         | 集まれ！七つの流れ星           | 坂本ひろし 鳥海尽三 | 布川ゆうじ          |
| 20  | 2月16日        | 父ちゃんの動物園を守れ！       | 柳川茂              | 出崎哲              |
| 21  | 2月23日        | 父ちゃんはつらいよ             | 三宅直子            | 寺田和男            |
| 22  | 3月2日         | カラ兵衛たちも家族だよ         | 寺田信義            | 原征太郎            |
| 23  | 3月9日         | 家出しちゃったひよ             | 宮原和男            | 上梨満雄            |
| 24  | 3月16日        | ハロー！アメリカのママ         | 陶山智              | 出崎哲              |
| 25  | 3月23日        | ぼくらは大スター               | 寺島アキ子          | 布川ゆうじ          |
| 26  | 3月30日        | 熊さんのお嫁さんや～い         | 多村映美            | 上梨満雄            |
| 27  | 4月6日         | 幸せをテニスにかけろ           | 三宅直子            | 原征太郎            |
| 28  | 4月13日        | 金太郎はだれの子？             | 笹川ひろし          | 西牧秀雄            |
| 29  | 4月20日        | 幼稚園はひよの夢               | 鳥海尽三            | 布川ゆうじ          |
| 30  | 4月27日        | オニババがやってきた           | 多村映美            | 西牧秀雄            |
| 31  | 5月4日         | 月美姉ちゃんの誕生日           | 酒井あきよし        | 原征太郎            |
| 32  | 5月11日        | 教育ママをぶっとばせ！         | 武末勝              | 上梨満雄            |
| 33  | 5月18日        | おてんばひよ姫                 | 石井喜一            | 西牧秀雄            |
| 34  | 5月25日        | おさがりはイヤだ！             | 松岡清治            | 原征太郎            |
| 35  | 6月1日         | 親孝行ってなんだ？             | 小山高男            | 西牧秀雄            |
| 36  | 6月8日         | ハリキリひよ婦警               | 石井喜一            | 布川ゆうじ          |
| 37  | 6月15日        | ずっこけカウボーイ金太郎       | 多村映美            | 西牧秀雄            |
| 38  | 6月22日        | 海のガキ大将                   | 三宅直子            | 原征太郎            |
| 39  | 6月29日        | ダンプ父ちゃんの子守唄         | 竹内進              | 西牧秀雄            |
| 40  | 7月6日         | 負けるなラーメンお爺さん       | 武末勝              | 布川ゆうじ          |
| 41  | 7月13日        | 夏休みだよ！移動動物園         | 武末勝              | 布川ゆうじ          |
| 42  | 7月20日        | チビッ子、ゲタッ子、長靴っ子   | 堀田史門            | 上梨満雄            |
| 43  | 7月27日        | お山の大将オレひとり           | 笹川ひろし          | 西牧秀雄            |
| 44  | 8月3日         | はじめての海水浴               | 田沢あき            | 布川ゆうじ          |
| 45  | 8月10日        | 嵐の中のゴールイン             | 小山高男            | 西牧秀雄            |
| 46  | 8月17日        | けったいなお婆ちゃん           | 武末勝              | 原征太郎            |
| 47  | 8月24日        | ひとりぼっちのお使い           | 松岡清治            | 上梨満雄            |
| 48  | 8月31日        | 友情のやぐら太鼓               | 島惇一              | 西牧秀雄            |
| 49  | 9月7日         | ゆうれいが出たァー !           | 三宅直子            | 原征太郎            |
| 50  | 9月14日        | お面一本！おじいちゃん         | 石井喜一            | 布川ゆうじ          |
| 51  | 9月21日        | ペットは友だち                 | 三宅直子            | 西牧秀雄            |
| 52  | 9月28日        | みんなのサイクリングコース     | 柳川茂              | 布川ゆうじ          |
| 53  | 10月5日        | 友情のメダル                   | 小山高男            | 上梨満雄            |
| 54  | 10月12日       | 山寺のモーレツ修行             | 石井喜一            | 原征太郎            |
| 55  | 10月19日       | さようなら！金二郎             | 石井喜一            | 原征太郎            |
| 56  | 10月26日       | お見合いだよ！おじいちゃん     | 酒井あきよし        | 西牧秀雄            |
| 57  | 11月2日        | わんぱく長ぐつ大将             | 毛利元              | 西牧秀雄            |
| 58  | 11月9日        | トランプうらない大さわぎ       | 毛利元              | 上梨満雄            |
| 59  | 11月16日       | もらわれて行ったひよ           | すずきよしたけ      | 原征太郎            |
| 60  | 11月23日       | おしかけモモエ婆ちゃん         | 寺島アキ子          | 久岡敬史            |
| 61  | 11月30日       | 泣き虫大どろぼう               | 武末勝              | 西牧秀雄            |
| 62  | 12月7日        | モデルになった月美姉ちゃん     | 竹内進              | 西牧秀雄            |
| 63  | 12月14日       | がんばれ！土丸たんてい         | すずきよしたけ      | 原征太郎            |
| 64  | 12月21日       | ひよの一日セールスマン         | 笹川ひろし          | 笹川ひろし          |
| 65  | 12月28日       | 父ちゃんは名スター             | 石井喜一            | 西牧秀雄            |
| 66  | 1976年 1月4日  | ハトよはばたけ！               | すずきよしたけ      | 上梨満雄            |
| 67  | 1月11日        | 100点だよ！火児にいちゃん      | 堀田史門            | 西牧秀雄            |
| 68  | 1月18日        | いなかっぺ大将がやってきた     | 毛利元              | 原征太郎            |
| 69  | 1月25日        | おにぎりの歌                   | 三宅直子            | 原征太郎            |
| 70  | 2月1日         | 下町ワンちゃん大行進           | すずきよしたけ      | 西牧秀雄            |
| 71  | 2月8日         | けんかチビッコ剣士             | 酒井あきよし        | 上梨満雄            |
| 72  | 2月15日        | それ打て！ホームラン           | 鷺山京子            | 西牧秀雄            |
| 73  | 2月22日        | もしも大人になったなら         | すずきよしたけ      | 原征太郎            |
| 74  | 2月29日        | 負けるな！マラソン校長         | 三宅直子            | 西牧秀雄            |
| 75  | 3月7日         | 自転車はぼくの夢               | 寺島アキ子          | 西牧秀雄            |
| 76  | 3月14日        | 熊さんの恋人あらわる           | すずきよしたけ      | 上梨満雄            |
| 77  | 3月21日        | 東京はぼくらのふるさと         | 山本優              | 原征太郎            |
| 78  | 3月28日        | UFOがやってきた！              | 竹内進              | 上梨満雄            |
| 79  | 4月4日         | ひよのお料理大修行             | すずきよしたけ      | 西牧秀雄            |
| 80  | 4月11日        | 友情の土俵入り                 | 米陀黎子            | 西牧秀雄            |
| 81  | 4月18日        | 家族ってなんだろう？           | 寺島アキ子          | 原征太郎            |
| 82  | 4月25日        | おれはキャプテン！             | 三宅直子            | 西牧秀雄            |
| 83  | 5月2日         | 雪山に消えたひよ               | 酒井あきよし        | 上梨満雄            |
| 84  | 5月9日         | ドスコイすもう旅               | 毛利元              | 西牧秀雄            |
| 85  | 5月16日        | てんとう虫大パーティー         | 山本優              | 西牧秀雄            |
| 86  | 5月23日        | ガキ大将がやってきた           | すずきよしたけ      | 原征太郎            |
| 87  | 5月30日        | 泳げ！日本一                   | 竹内進              | 西牧秀雄            |
| 88  | 6月6日         | ひよの潮干狩                   | 原田益次            | 西牧秀雄            |
| 89  | 6月13日        | さようなら曽場先生             | 堀田史門            | 出崎哲              |
| 90  | 6月20日        | お姉ちゃんになったひよ         | 三宅直子            | 上梨満雄            |
| 91  | 6月27日        | ひよのアゲハチョウ             | すずきよしたけ      | 西牧秀雄            |
| 92  | 7月4日         | 走れ！友情の船                 | 鷺山京子            | 原征太郎 西久保利彦 |
| 93  | 7月11日        | がんこ先生は日本一             | 鳥海尽三            | 上梨満雄            |
| 94  | 7月18日        | 正義の味方！てんとう仮面       | 毛利元              | 原征太郎 西久保利彦 |
| 95  | 7月25日        | カラ兵衛のママ現わる           | 毛利元              | 西牧秀雄            |
| 96  | 8月1日         | ひよの汽車ポッポ               | 竹内進              | 出崎哲              |
| 97  | 8月8日         | 帰ってきた金二郎               | 堀田史門            | 上梨満雄            |
| 98  | 8月15日        | ターザンになったひよ           | 寺島アキ子          | 原征太郎 西久保瑞穂 |
| 99  | 8月22日        | あこがれのハワイ旅行           | 毛利元              | 上梨満雄            |
| 100 | 8月29日        | ひよの動物大作戦               | 堀田史門            | 西牧秀雄            |
| 101 | 9月5日         | ミニサーカスがやってきた       | 石井喜一            | 出崎哲              |
| 102 | 9月12日        | ひよのボーイフレンド           | 佐藤利男            | 上梨満雄            |
| 103 | 9月19日        | てんとう虫幼稚園               | すずきよしたけ      | 西久保瑞穂          |
| 104 | 9月26日        | ひびけ！てんとう虫の歌         | 竹内進 鳥海尽三     | 西牧秀雄            |

### 放送局
系列は当時の系列。
| 放送地域       | 放送局         | 放送系列                                    | 放送時間                  | 備考                                          |
| -------------- | -------------- | ------------------------------------------- | ------------------------- | --------------------------------------------- |
| 関東広域圏     | フジテレビ     | フジテレビ系列                              | 日曜 18:00 - 18:30        | キー局                                        |
| 北海道         | 北海道文化放送 | フジテレビ系列                              | 日曜 18:00 - 18:30        |                                               |
| 青森県         | 青森放送       | 日本テレビ系列                              | 木曜 19:00 - 19:30        |                                               |
| 岩手県         | 岩手放送       | TBS系列                                     | 木曜 18:00 - 18:30        |                                               |
| 秋田県         | 秋田テレビ     | フジテレビ系列                              | 日曜 18:00 - 18:30        |                                               |
| 山形県         | 山形テレビ     | フジテレビ系列                              | 日曜 18:00 - 18:30        | 1975年3月まではテレビ朝日系列とのクロスネット |
| 宮城県         | 仙台放送       | フジテレビ系列                              | 日曜 18:00 - 18:30        |                                               |
| 福島県         | 福島テレビ     | TBS系列 フジテレビ系列                      | 月曜 - 金曜 17:00 - 17:30 | 1977年4月から9月まで放送。                    |
| 新潟県         | 新潟総合テレビ | フジテレビ系列 日本テレビ系列 NETテレビ系列 | 水曜 18:00 - 18:30        |                                               |
| 山梨県         | 山梨放送       | 日本テレビ系列                              | 日曜 18:00 - 18:30        |                                               |
| 長野県         | 長野放送       | フジテレビ系列                              | 日曜 18:00 - 18:30        |                                               |
| 静岡県         | テレビ静岡     | フジテレビ系列                              | 日曜 18:00 - 18:30        |                                               |
| 富山県         | 富山テレビ     | フジテレビ系列                              | 日曜 18:00 - 18:30        |                                               |
| 石川県         | 石川テレビ     | フジテレビ系列                              | 日曜 18:00 - 18:30        |                                               |
| 福井県         | 福井テレビ     | フジテレビ系列                              | 日曜 18:00 - 18:30        |                                               |
| 中京広域圏     | 東海テレビ     | フジテレビ系列                              | 日曜 18:00 - 18:30        |                                               |
| 近畿広域圏     | 関西テレビ     | フジテレビ系列                              | 日曜 18:00 - 18:30        |                                               |
| 鳥取県・島根県 | 山陰中央テレビ | フジテレビ系列                              | 日曜 18:00 - 18:30        |                                               |
| 岡山県         | テレビ岡山     | フジテレビ系列 NETテレビ系列                | 土曜 19:00 - 19:30        | 現・岡山放送 当時の放送エリアは岡山県のみ     |
| 広島県         | 広島テレビ     | 日本テレビ系列 フジテレビ系列               | 金曜 18:00 - 18:30        | 1975年9月まで                                 |
| 広島県         | テレビ新広島   | フジテレビ系列                              | 日曜 18:00 - 18:30        | 1975年10月開局から                            |
| 山口県         | 山口放送       | 日本テレビ系列                              | 火曜 18:00 - 18:30        |                                               |
| 徳島県         | 四国放送       | 日本テレビ系列                              |                           |                                               |
| 愛媛県         | テレビ愛媛     | フジテレビ系列                              | 日曜 18:00 - 18:30        |                                               |
| 高知県         | 高知放送       | 日本テレビ系列                              |                           |                                               |
| 福岡県         | テレビ西日本   | フジテレビ系列                              | 日曜 18:00 - 18:30        |                                               |
| 佐賀県         | サガテレビ     | フジテレビ系列                              | 日曜 18:00 - 18:30        |                                               |
| 長崎県         | テレビ長崎     | フジテレビ系列 日本テレビ系列               | 金曜 18:00 - 18:30        |                                               |
| 熊本県         | テレビ熊本     | フジテレビ系列 日本テレビ系列 NETテレビ系列 | 日曜 18:00 - 18:30        |                                               |
| 大分県         | 大分放送       | TBS系列                                     | 火曜 18:00 - 18:30        |                                               |
| 宮崎県         | テレビ宮崎     | フジテレビ系列                              |                           |                                               |
| 鹿児島県       | 鹿児島テレビ   | フジテレビ系列 日本テレビ系列 NETテレビ系列 | 土曜 17:55 - 18:25        |                                               |
| 沖縄県         | 沖縄テレビ     | フジテレビ系列                              | 日曜 18:00 - 18:30        |                                               |

### その他
- 第68話「いなかっぺ大将がやってきた」では、サブタイトルの通り『いなかっぺ大将』の主人公である大ちゃんこと風大左衛門がゲスト出演する。
- 最終回における次番組『ポールのミラクル大作戦』予告では、ひよ子が主人公ポールを「後はまかせた」と紹介する、競演形式となっている。
- 制作クレジットの「タツノコプロ」のロゴは、1973年に現在のロゴに変更されたが、前番組「科学忍者隊ガッチャマン」では変更されず、本番組が同放送枠では初の新ロゴとなった。またそのクレジット方法は、タツノコマークが吐き出した物が「タツノコプロ」のテロップに変わる演出（『けろっこデメタン』や『タイムボカン』、『新造人間キャシャーン』前期と同じ）だったが、次番組『ポールのミラクル大作戦』からは廃止された。

| フジテレビ系 日曜18:00枠 | フジテレビ系 日曜18:00枠 | フジテレビ系 日曜18:00枠 |
| 前番組                   | 番組名                   | 次番組                   |
| ------------------------ | ------------------------ | ------------------------ |
| 科学忍者隊ガッチャマン   | てんとう虫の歌           | ポールのミラクル大作戦   |

## イタリア語放送
- 1980年代にイタリアで「Coccinella」（てんとうむし）と言うタイトルで地方放送局にてテレビ放送された。その後もイタリア語版はJunior TVやSupersix、Italia 7などのシンジケーションを通じ放送され、1996年にはイタリアのアニメチャンネルTelemontecarloにて放送された。その後はMondo TVのストリーミング放映「Il sorriso dei bimbi!」[18]で流されていた。

## 連載雑誌
- 小学一年生 1974年9月号 -  1976年3月号 　作画：川崎のぼる、カワサキプロ、いいたんじ、河合秀和
- 小学二年生 1974年2月号 -  1976年9月号 　作画：川崎のぼる、カワサキプロ、河合秀和
- 小学三年生 1973年4月号 -  1976年10月号 　作画：川崎のぼる、カワサキプロ、河合秀和
- 小学四年生 1973年4月号 -  1975年3月号 　作画：川崎のぼる、カワサキプロ
- 小学五年生 1973年4月号 -  1975年12月号 　作画：川崎のぼる、カワサキプロ、清つねお、河合秀和
- 小学六年生 1973年4月号 -  1975年2月号 　作画：川崎のぼる、カワサキプロ

## その他
- 2000年発行の「コミック★フィギュア王」では、川崎の手になる平成版「てんとう虫の歌」ということで、ロックバンドになったてんとう虫きょうだいのイラストが掲載された。